# Chipe libre (telenovela)
Chipe libre es una telenovela chilena transmitida por Canal 13 desde el 3 de agosto de 2014 hasta el 26 de enero de 2015. Sus guiones fueron escritos por Carla Stagno, José Fonseca, Pablo Toro, Anneke Munita, con la asistencia de Andrés Videla, y la dirección de Herval Abreu. Es protagonizada por Fernanda Urrejola, Nicolás Poblete, Mario Horton y Juanita Ringeling.

## Argumento
Julieta Ruiz (Fernanda Urrejola) es una psicóloga especializada en terapia de parejas y Gonzalo Hernández (Nicolás Poblete) un diseñador gráfico, al cual no le gusta su trabajo y sueña con poder dedicarse a la música. Ambos se enamoraron desde el primer minuto, pero para Julieta la rutina y las mismas cosas que un día la enamoraron, hoy la hacen cuestionar su matrimonio. Es por ello que decidirán darse un tiempo para seguir sus vidas por separado, es decir, se darán "Chipe Libre".
Cuando comience el “Chipe Libre”, Julieta conocerá a Franco Zanetti (Mario Horton), aunque desconociendo que se trata de la pareja de su paciente Isabel (Javiera Díaz de Valdés). Franco es un hombre atractivo, misterioso e introvertido abogado de divorcios. De pocas palabras y con dificultades para expresar sus sentimientos, tiene suerte con las mujeres, pero nunca se ha enamorado.
En tanto, Gonzalo se reencontrará con Sofía Villarroel (Juanita Ringeling), la Rucia, con quien pololeo cuando ambos estaban en la universidad y de quien estuvo enamorado hasta que conoció a Julieta. De profesión actriz, Sofía es una mujer relajada, nómade, alegre e intensa, pero evita conectarse con sus emociones. Le cuesta encontrar trabajo para establecerse. Otra de las mujeres que aprovechará el “Chipe Libre” será Bernardita Patiño (Carolina Varleta), una chica oriunda de Osorno que como cree en el amor con una persona para toda la vida, al conocer a Gonzalo, cree que es su hombre. De esta forma se obsesionará con él y aprovechará la instancia para acercarse.
Por otro lado Catalina Pardo (Loreto Aravena) es una psicóloga infantil y la mejor amiga de Julieta. Tras varias relaciones largas, conoció a Cristóbal Ramos (Pablo Macaya), y pese a las advertencias de todos, Catalina no pudo resistirse a sus encantos. Es ingenua, optimista y tiene un humor poco comprendido. Está muy enamorada y teme al abandono, por eso come cuando está ansiosa. Para Cristóbal, Catalina es la mujer ideal, sin embargo no puede serle fiel. Lleva una vida cómoda, disfruta de las fiestas y de las mujeres. Dentro de sus aventuras conocerá a Bárbara Andrade (Elvira Cristi), una incisiva periodista. Al comienzo será rival de Cristóbal, pero después se convertirán en amantes.

## Reparto
- Nicolás Poblete como Gonzalo Hernández.
- Fernanda Urrejola como Julieta Ruiz.
- Mario Horton como Franco Zanetti.
- Juana Ringeling como Sofía Villarroel.
- Pablo Macaya como Cristóbal Ramos.
- Loreto Aravena como Catalina Pardo.
- Elvira Cristi como Bárbara Andrade.
- Luis Gnecco como Ricardo Felman.
- Carolina Varleta como Bernardita Patiño.
- Cristián Campos como César Ruiz.
- Catalina Guerra como Antonieta Hernández.
- Jaime Vadell como Germán Hernández.
- Gloria Münchmeyer como Violeta Riesco.
- Solange Lackington como Irene Olivares.
- Héctor Morales como Axel Ulloa.
- Luciana Echeverría como Diana Lagos.
- Pablo Schwarz como Carlos Loyola.
- Javiera Díaz de Valdés como Isabel Urrejola.
- Teresa Münchmeyer como Patricia Navarrete.
- Felipe Pinto como Lucas Ruiz.
- Carolina López como Janis Ortiz.

### Recurrentes e invitados
- Peggy Cordero como Margarita Riesco.
- Violeta Vidaurre como Olguita Portela.
- Grimanesa Jiménez como Gladys.
- Paulo Brunetti como Luciano Vendramini.
- Aranzazú Yankovic como Andrea Riesco.
- Felipe Armas como Eduardo Echeverría.
- Hernán Lacalle como Javier Ossandón.
- Natalia Grez como Camila Pardo.
- Antonella Orsini como Chantal.
- Francisco Gormaz como Amaro.
- Luis Uribe como Marcelo Riesco.
- Lucy Cominetti como Margarita Riesco (joven).
- Fedra Vergara como Tania Zanetti.
- Hernán Contreras como Germán Hernández (joven).
- Isidora González como Julieta Ruiz (niña).
- Benjamín Ruíz como Gonzalo Hernández (niño).
- Gabriel Mendoza como Franco Zanetti (niño)
- Víctor Hugo Ogaz como Don Luis
- Francisco Celhay como Albertito.
- Koke Santa Ana como Kevin.
- Daniel Guillón como Felipe.
- Daniela Nicolás como Pilar
- Francisco Gormaz como Amador.
- Kika Silva como Nacha

## Banda sonora
| Intérprete                                             | Tema                        | Personaje(s)                   | Actor(es)                                    |
| ------------------------------------------------------ | --------------------------- | ------------------------------ | -------------------------------------------- |
| Nicolás Poblete, Fernanda Urrejola y Juanita Ringeling | «Nada fue un error»         | Tema Principal                 | Tema Principal                               |
| Procol Harum                                           | «A Whiter Shade of Pale»    | Julieta y Gonzalo              | Fernanda Urrejola y Nicolás Poblete          |
| Soda Stereo                                            | «Trátame suavemente»        | Julieta y Gonzalo              | Fernanda Urrejola y Nicolás Poblete          |
| Beto Cuevas                                            | «Trátame suavemente»        | Julieta y Gonzalo              | Fernanda Urrejola y Nicolás Poblete          |
| Pedro Aznar                                            | «Si no oigo mi corazón»     | Julieta y Gonzalo              | Fernanda Urrejola y Nicolás Poblete          |
| Chris Isaak                                            | «Baby Did a Bad, Bad Thing» | Julieta y Franco               | Fernanda Urrejola y Mario Horton             |
| Paulino Monroy                                         | «Vivo»                      | Franco                         | Mario Horton                                 |
| Garbage                                                | «Cherry Lips»               | Bernardita                     | Carolina Varleta                             |
| Debi Nova                                              | «Amor»                      | Catalina y Cristóbal           | Loreto Aravena y Pablo Macaya                |
| Robin Thicke                                           | «Blurred Lines»             | Cristóbal                      | Pablo Macaya                                 |
| Alejandro Sanz                                         | «Corazón partío»            | César                          | Cristián Campos                              |
| Alicia Keys                                            | «No One»                    | Franco e Isabel                | Mario Horton y Javiera Díaz de Valdés        |
| Divinyls                                               | «I Touch Myself»            | Diana                          | Luciana Echeverría                           |
| Andrés Calamaro                                        | «Algo contigo»              | Germán                         | Jaime Vadell                                 |
| Soro & Oyarzún                                         | Lullaby                     | Cristóbal , Bárbara y Catalina | Loreto Aravena, Pablo Macaya Y Elvira Cristi |

## Premios y nominaciones
| 2014 | Copihue de Oro   |                         |                         |          |
| 2014 | Copihue de Oro   | Mejor serie o teleserie | Mejor serie o teleserie | Nominada |
| 2014 | Copihue de Oro   | Mejor actriz            | Fernanda Urrejola       | Nominada |
| 2016 | Premios Caleuche |                         |                         |          |
| 2016 | Premios Caleuche | Mejor actor de reparto  | Pablo Macaya            | Nominado |